# Lista de prefeitos de Canoas
Esta é a lista de prefeitos e vice-prefeitos do município de Canoas, estado do Rio Grande do Sul. A lista inclui também os prefeitos que ocuparam o cargo interinamente.

## Prefeitos
| Nº | Nome                        | Imagem                        | Partido       | Vice-prefeito                         | Início do mandato      | Fim do mandato                                        | Observações                                           |
| 1  | Edgar Braga da Fontoura     |                               |               | —                                     | 15 de janeiro de 1940  | 3 de fevereiro de 1941                                | Prefeito nomeado                                      |
| —  | Júlio Cardoso de Araújo     |                               |               | —                                     | 9 de fevereiro de 1941 | 2 de março de 1941                                    | Prefeito interino                                     |
| 2  | Aluízio Palmeiro de Escobar |                               |               | —                                     | 3 de março de 1941     | 15 de agosto de 1945                                  | Prefeito nomeado                                      |
| 3  | Nelson Paim Terra           |                               | PSD           | —                                     | 15 de agosto de 1945   | 3 de março de 1951                                    | Prefeito nomeado                                      |
| —  | Paulo Ribeiro               |                               |               | —                                     | 2 de dezembro de 1945  | 15 de dezembro de 1945                                | Prefeito substituto                                   |
| 4  | José João de Medeiros       |                               |               | —                                     | 3 de março de 1951     | 23 de novembro de 1951                                | Prefeito nomeado                                      |
| —  | Arthur Pereira de Vargas    |                               | PSD           | —                                     | 23 de novembro de 1951 | 31 de dezembro de 1951                                | Prefeito interino                                     |
| 5  | Sady Fontoura Schivitz      |                               | PTB           |                                       | 1º de janeiro de 1952  | 31 de dezembro de 1955                                | Prefeito eleito                                       |
| 6  | Sezefredo Azambuja Vieira   |                               | PSD           |                                       | 1º de janeiro de 1956  | 31 de dezembro de 1959                                | Prefeito eleito                                       |
| 7  | José João de Medeiros       |                               | PTB           | Jacob Longoni (PRP)                   | 1º de janeiro de 1960  | 31 de dezembro de 1963                                | Prefeito e vice eleitos em sufrágio universal         |
| 8  | Hugo Simões Lagranha        |                               | PSD/PL/ ARENA |                                       | 1º de janeiro de 1964  | 9 de julho de 1971                                    | Prefeito eleito para um mandato e nomeado para outro  |
| 9  | Daniel Cruz da Costa        |                               | ARENA         | —                                     | 9 de julho de 1971     | 23 de julho de 1973                                   | Prefeito nomeado                                      |
| 10 | Geraldo Gilberto Ludwig     |                               | ARENA         | —                                     | 23 de julho de 1973    | 14 de agosto de 1978                                  | Prefeito nomeado                                      |
| 11 | Luiz Jeronymo Busato        |                               | ARENA         | —                                     | 15 de agosto de 1978   | 24 de novembro de 1978                                | Prefeito nomeado                                      |
| 12 | Geraldo Gilberto Ludwig     |                               | ARENA         | —                                     | 24 de novembro de 1978 | 5 de julho de 1979                                    | Prefeito nomeado                                      |
| 13 | Oswaldo Cypriano Guindani   |                               | PDS           | —                                     | 5 de julho de 1979     | 25 de abril de 1983                                   | Prefeito nomeado                                      |
| 14 | Ney de Moura Calixto        |                               | PDT           | —                                     | 26 de abril de 1983    | 25 de julho de 1983                                   | Prefeito nomeado                                      |
| 15 | Hugo Simões Lagranha        |                               | ARENA         | —                                     | 26 de julho de 1983    | 12 de setembro de 1984                                | Prefeito nomeado                                      |
| 16 | Cláudio Bloedow Schultz     |                               | PDS           | —                                     | 13 de setembro de 1984 | 25 de abril de 1985                                   | Prefeito nomeado                                      |
| 17 | Francisco Biazus            |                               | PDS           | —                                     | 25 de abril de 1985    | 31 de dezembro de 1985                                | Prefeito interino                                     |
| 18 | Carlos Loureiro Giacomazzi  |                               | PMDB          | Delfino Nunes de Oliveira             | 1º de janeiro de 1986  | 31 de dezembro de 1988                                | Prefeito e vice eleitos em sufrágio universal         |
| 19 | Hugo Simões Lagranha        |                               | PDT           | Liberty Dick Conter                   | 1º de janeiro de 1989  | 31 de dezembro de 1992                                | Prefeito e vice eleitos em sufrágio universal         |
| 20 | Liberty Dick Conter         |                               | PMDB          | Cláudio Schneider                     | 1º de janeiro de 1993  | 31 de dezembro de 1996                                | Prefeito e vice eleitos em sufrágio universal         |
| 21 | Hugo Simões Lagranha        |                               | PTB/PMDB      | Márcio Edmundo Kauer                  | 1º de janeiro de 1997  | 31 de dezembro de 2000                                | Prefeito e vice eleitos em sufrágio universal         |
| 22 | Marcos Antônio Ronchetti    |                               | PSDB          | Márcio Edmundo Kauer                  | 1º de janeiro de 2001  | 31 de dezembro de 2004                                | Prefeito eleito e vice reeleito em sufrágio universal |
| 22 | Marcos Antônio Ronchetti    | Jurandir Marques Maciel (PTB) | PSDB          | 1º de janeiro de 2005                 | 31 de dezembro de 2008 | Prefeito reeleito e vice eleito em sufrágio universal |                                                       |
| 23 | Jairo Jorge da Silva        |                               | PT            | Lúcia Elisabeth Colombo Silveira (PP) | 1º de janeiro de 2009  | 31 de dezembro de 2012                                | Prefeito e vice eleitos em sufrágio universal         |
| 23 | Jairo Jorge da Silva        | 1º de janeiro de 2013         | PT            | Lúcia Elisabeth Colombo Silveira (PP) | 31 de dezembro de 2016 | Prefeito e vice reeleitos em sufrágio universal       |                                                       |
| 24 | Luiz Carlos Busato          |                               | PTB           | Gisele Gomes Uequed (REDE)            | 1º de janeiro de 2017  | 31 de dezembro de 2020                                | Prefeito e vice eleitos em sufrágio universal         |
| 25 | Jairo Jorge da Silva        |                               | PSD           | Nedy de Vargas Marques (SDD)          | 1º de janeiro de 2021  | 31 de dezembro de 2024                                | Prefeito e vice eleitos em sufrágio universal         |
| 26 | Airton Souza                |                               | PL            | Rodrigo Luiz Busato (UNIÃO)           | 1° de janeiro de 2025  | Atualidade                                            | Prefeito e vice eleitos em sufrágio universal         |

Legenda
| cor   | significado                                                                                  |
| verde | mandatários eleitos por votação direta ou indireta (pela câmara municipal)                   |
| bege  | mandatários nomeados diretamente pelo governo central em épocas de convulsão político-social |